# Rhynchothalestris tenuis
Rhynchothalestris tenuis is een eenoogkreeftjessoort uit de familie van de Rhynchothalestridae. De wetenschappelijke naam van de soort is voor het eerst geldig gepubliceerd in 1971 door Chislenko.